# Gwen Stefani
Gwen Renée Stefani (ur. 3 października 1969 w Fullerton, w Kalifornii) – amerykańska piosenkarka solowa oraz wokalistka zespołu rockowego No Doubt.

## Życiorys
Zaczęła odnosić międzynarodowe sukcesy w zespole No Doubt, wraz z ukazaniem się w 1995 albumu pt. Tragic Kingdom. W 2004, wykorzystując przerwę w działalności z No Doubt, rozpoczęła karierę solową wydaniem albumu pt. Love. Angel. Music. Baby., którego produkcją zajęli się m.in. André 3000 i Linda Perry.
W 2004 zaprojektowała swoją pierwszą kolekcję ubrań L.A.M.B. (skrót tytułu jej albumu Love. Angel. Music. Baby.) Również w 2004 wystąpiła w roli Jean Harlow w filmie Martina Scorsese Aviator. Pod koniec 2006 wydała drugi, solowy album pt. The Sweet Escape, który promowała singlem „Wind It Up”.
W 2014 miał pojawić się jej trzeci solowy album, który zwiastowała singlami „Baby Don’t Lie” oraz „Spark the Fire”. Premiera płyty została jednak przesunięta. 18 marca 2016 wydała album pt. This Is What the Truth Feels Like, który promowała singlami „Used to Love You”, „Make Me Like You” oraz „Misery", jednocześnie pomijając piosenki, które wydała w 2014.
Występowała w roli trenerki w siódmej oraz dziewiątej edycji programu The Voice. 14 listopada 2016 została wyróżniona przez magazyn „Glamour” tytułem Kobiety roku.

## Życie prywatne
Córka Dennisa i Patti Stefani. Ma dwóch braci, Todda i Erica, oraz siostrę Jill. 
Była w związku z Tonym Kanalem. W latach 2002–2016 jej mężem był Gavin Rossdale. Ma z nim trzech synów: Kingstona Jamesa McGregora (ur. 2006), Zumę Nestę Rocka (ur. 2008) i Apolla Bowie Flynna (ur. 2014). W 2021 wyszła za Blake'a Sheltona.

## Dyskografia

### Albumy studyjne
| Rok                                        | Tytuł | Pozycja na liście | Pozycja na liście | Pozycja na liście | Pozycja na liście | Pozycja na liście | Pozycja na liście | Pozycja na liście | Certyfikat                                                                                       |
| Rok                                        | Tytuł | USA               | CAN               | DEU               | NLD               | FRA               | AUS               | POL               | Certyfikat                                                                                       |
| ------------------------------------------ | --- | ----------------- | ----------------- | ----------------- | ----------------- | ----------------- | ----------------- | ----------------- | ------------------------------------------------------------------------------------------------ |
| 2004                                       | Love. Angel. Music. Baby. - Data: 12 listopada 2004 - Wydawca: Interscope Records - Format: CD, LP, digital download     | 5                 | 3                 | 11                | 14                | 19                | 1                 | —                 | - USA: 3× platynowa płyta - CAN: 5× platynowa płyta - AUS: 5× platynowa płyta - FRA: złota płyta |
| 2006                                       | The Sweet Escape - Data: 1 grudnia 2006 - Wydawca: Interscope Records - Format: CD, digital download                     | 3                 | 3                 | 17                | 35                | 33                | 2                 | 29                | - USA: platynowa płyta - CAN: 2× platynowa płyta - AUS: 2× platynowa płyta - POL: złota płyta    |
| 2016                                       | This Is What the Truth Feels Like - Data: 18 marca 2016 - Wydawca: Interscope Records - Format: CD, LP, digital download | 1                 | 3                 | 40                | 49                | 49                | 6                 | —                 |                                                                                                  |
| 2017                                       | You Make It Feel Like Christmas - Data: 6 października 2017 - Wydawca: Interscope - Format: CD, LP, digital download     | 16                | 24                | —                 | 119               | —                 | —                 | —                 |                                                                                                  |
| "—" oznacza, że pozycja nie była notowana. | |                   |                   |                   |                   |                   |                   |                   |                                                                                                  |

### Albumy wideo
| Rok  | Tytuł                                                             | Pozycja na liście | Certyfikat                                    |
| Rok  | Tytuł                                                             | AUS               | Certyfikat                                    |
| ---- | ----------------------------------------------------------------- | ----------------- | --------------------------------------------- |
| 2006 | Harajuku Lovers Live - Data: 5 grudnia 2006 - Wydawca: Interscope | 28                | - CAN: platynowa płyta - AUS: platynowa płyta |

### Minialbumy (EP)
| Rok  | Tytuł |
| ---- | --- |
| 2005 | Love. Angel. Music. Baby. (The Remixes) - Data: 22 listopada 2005 - Wydawca: Interscope - Format: digital download |

### Single
| Rok                                        | Tytuł                                                    | Pozycja na liście | Pozycja na liście | Pozycja na liście | Pozycja na liście | Pozycja na liście | Pozycja na liście | Certyfikat                                    | Album                             |
| Rok                                        | Tytuł                                                    | USA               | DEU               | NLD               | FRA               | AUS               | UK                | Certyfikat                                    | Album                             |
| ------------------------------------------ | -------------------------------------------------------- | ----------------- | ----------------- | ----------------- | ----------------- | ----------------- | ----------------- | --------------------------------------------- | --------------------------------- |
| 2000                                       | Moby – „South Side” (oraz Gwen Stefani)                  | 14                | —                 | —                 | —                 | —                 | —                 |                                               | Play                              |
| 2001                                       | Eve – „Let Me Blow Ya Mind” (oraz Gwen Stefani)          | 2                 | —                 | 2                 | 15                | 4                 | 4                 |                                               | Scorpion                          |
| 2004                                       | „What You Waiting For?”                                  | 47                | 22                | 15                | 5                 | 1                 | 4                 | - USA: złota płyta - AUS: 2x platynowa płyta  | Love. Angel. Music. Baby          |
| 2005                                       | „Rich Girl” (oraz Eve)                                   | 7                 | 14                | 4                 | 4                 | 2                 | 4                 | - USA: złota płyta - AUS: platynowa płyta     | Love. Angel. Music. Baby          |
| 2005                                       | „Hollaback Girl”                                         | 1                 | 3                 | 7                 | 17                | 1                 | 8                 | - USA: platynowa płyta - AUS: platynowa płyta | Love. Angel. Music. Baby          |
| 2005                                       | „Cool”                                                   | 13                | 20                | 25                | 32                | 10                | 11                |                                               | Love. Angel. Music. Baby          |
| 2005                                       | Pharrell – „Can I Have It Like That” (oraz Gwen Stefani) | —                 | —                 | 15                | 78                | 22                | 3                 |                                               | In My Mind                        |
| 2005                                       | „Luxurious” (oraz Slim Thug)                             | 21                | 65                | —                 | —                 | 25                | 44                |                                               | Love. Angel. Music. Baby          |
| 2006                                       | „Crash”                                                  | 49                | —                 | —                 | —                 | —                 | —                 |                                               | Love. Angel. Music. Baby          |
| 2006                                       | „Wind It Up”                                             | 6                 | 21                | 6                 | 12                | 5                 | 3                 | - AUS: złota płyta                            | The Sweet Escape                  |
| 2007                                       | „The Sweet Escape” (oraz Akon)                           | 2                 | 6                 | 8                 | 4                 | 2                 | 2                 | - AUS: 2x platynowa płyta                     | The Sweet Escape                  |
| 2007                                       | „4 in the Morning”                                       | 54                | 18                | 27                | 21                | 9                 | 22                | - AUS: platynowa płyta                        | The Sweet Escape                  |
| 2007                                       | „Now That You Got It” (oraz Damian Marley)               | —                 | 73                | —                 | —                 | 37                | 59                |                                               | The Sweet Escape                  |
| 2007                                       | „Early Winter”                                           | —                 | 6                 | —                 | —                 | —                 | —                 |                                               | The Sweet Escape                  |
| 2014                                       | „Baby Don't Lie”                                         | 46                | 26                | 32                | 58                | —                 | —                 |                                               | –                                 |
| 2014                                       | „Spark the Fire”                                         | —                 | —                 | —                 | —                 | —                 | —                 |                                               | –                                 |
| 2015                                       | Eminem – „Kings Never Die" (oraz Gwen Stefani)           | 80                | —                 | —                 | —                 | 62                | 82                |                                               | Southpaw                          |
| 2015                                       | „Used to Love You”                                       | 52                | —                 | —                 | —                 | —                 | —                 | - USA: złota płyta                            | This Is What the Truth Feels Like |
| 2016                                       | „Make Me Like You”                                       | 54                | —                 | —                 | —                 | —                 | —                 |                                               | This Is What the Truth Feels Like |
| 2016                                       | „Misery"                                                 | —                 |                   |                   |                   |                   | —                 |                                               | This Is What the Truth Feels Like |
| 2017                                       | „You Make It Feel Like Christmas" (oraz Blake Shelton)   | —                 |                   |                   |                   |                   | —                 |                                               | You Make It Feel Like Christmas   |
| 2017                                       | „Santa Baby"                                             | —                 |                   |                   |                   |                   | —                 |                                               | You Make It Feel Like Christmas   |
| 2018                                       | „Secret Santa"                                           | —                 |                   |                   |                   |                   | —                 |                                               | You Make It Feel Like Christmas   |
| "—" oznacza, że pozycja nie była notowana. |                                                          |                   |                   |                   |                   |                   |                   |                                               |                                   |

## Filmografia
- 2004: Aviator – Jean Harlow
- 2016: Trolle jako DJ Zuza (głos)